# W30
Pour les articles homonymes, voir W30 (homonymie).

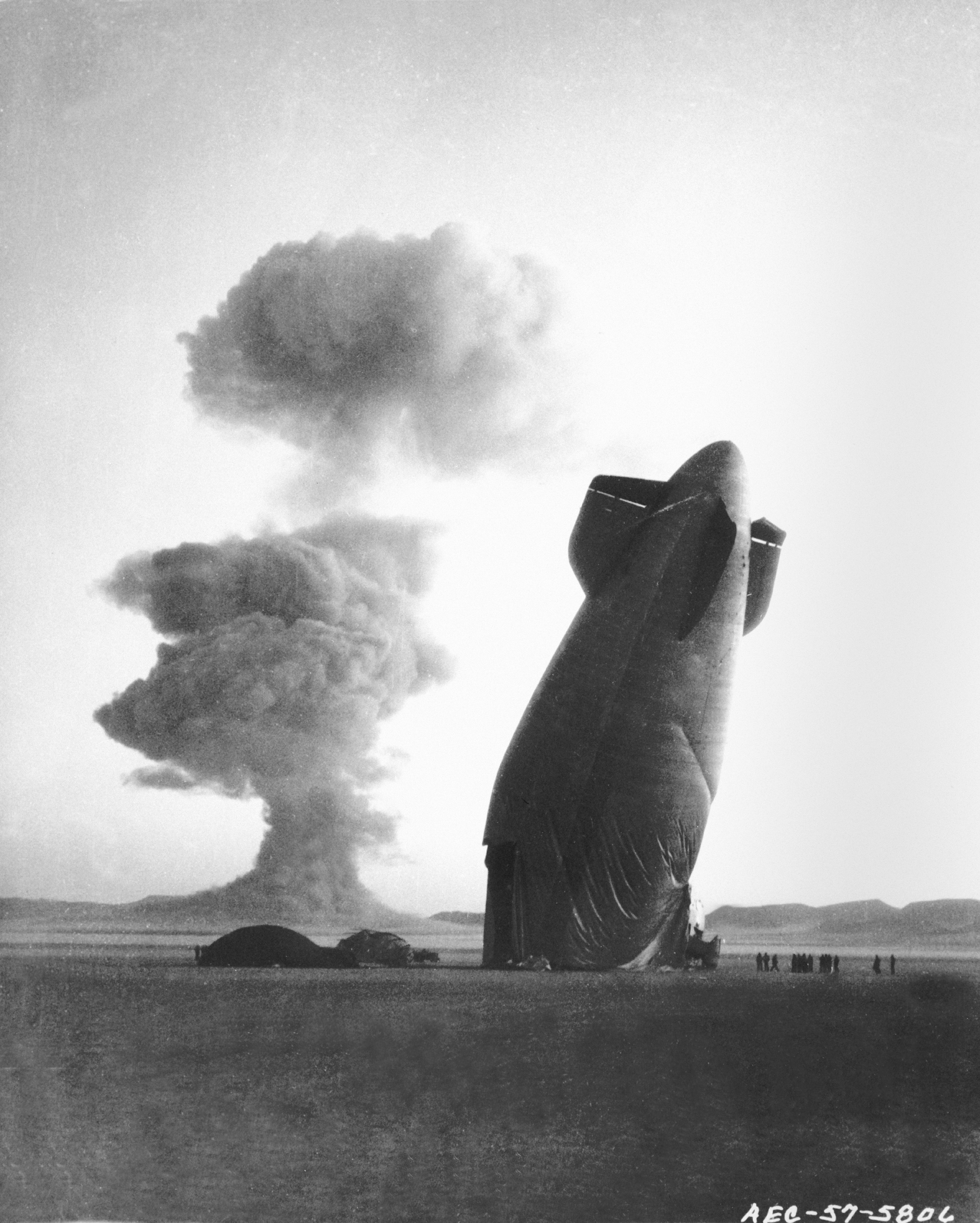
W30 tirée le 7 août 1957 dans le cadre de l’opération Plumbbob

La W30 était une ogive atomique américaine. Elle a été déployée dans les missiles sol-air RIM-8 Talos et comme munition atomique tactique de démolition (TADM).

## Description
La W30 avait 22 pouces de diamètre et mesurait 48 pouces de long. Son poids était de 438, 450 ou 490 livres selon le modèle. 
Les charges embarquées par les missiles Talos furent produites de 1959 à 1965 et étaient en service jusqu'en 1979. Les modèles Mod 1, Mod 2 et Mod 3 pour le missile Talos avaient une puissance de 5 kilotonnes (certaines sources donnent 4.7 kt). Un total de 300 unités furent produites pour ces missiles.
La charge pour les MATD furent produites à partir de 1961 et étaient en service jusqu'en 1966. Deux autres variantes ont aussi existé : le Mod 4 Y1 possédait une puissance de 0.3 kilotonne et le Mod 4 Y2 possédait une puissance de 0.5 kilotonnes. 300 unités furent produites, partagées entre ces deux modèles.
Une puissance de 19 kilotonnes est parfois donnée dans certaines publications, mais ces armes n'ont jamais été déployées.
Selon le chercheur Chuck Hansen, la W30 a fait appel aux principes de fission que l'on retrouve dans le primaire Boa. Il affirme que ses principes ont aussi été appliqués dans la W52, une bombe dégageant une puissance de 200 kilotonnes.
La W30 et la W31 étaient armées par une combinaison à trois chiffres, et ne pouvaient être rendues inactives par des capteurs à cause de leur environnement d'utilisation.